# Zeit für Träumer
Zeit für Träumer ist ein 1968 entstandener, deutscher Spielfilm mit Trickfilmelementen. Unter der Regie von Wolfgang Urchs spielen Dagmar Kekulé, die auch am Drehbuch mitgearbeitet hat, und der sehr junge Kim Parnass ein ungleiches Liebespaar zwischen Traum und Wirklichkeit.

## Handlung
Die blonde Anne, um die 30, und der sehr viel jüngere, dunkelhaarige Benjamin, fast noch ein Kind, begegnen sich eines Tages in der Großstadt München. Aus dem ersten visuellen Abtasten entwickelt sich ein Flirt, aus dem Flirt eine zarte Liebe. Doch bald verschwimmen Traum und Wirklichkeit, Realität und wunschvorstellende Imagination ineinander. Beide jungen Leute erleben in ihrer Phantasie die verschiedenen Möglichkeiten des sich Kennenlernens und Findens, die nicht immer deckungsgleich sein müssen. In der Angst, dass die „große Liebe“ vielleicht überhaupt nicht existiert, projizieren sie ihre Sehnsüchte nach ihr in ihre Träume, die ganz andere Möglichkeiten zu offenbaren scheinen. Die Angst vor dem Scheitern, der Unerfüllbarkeit der eigenen Träume, erscheint groß, Phantasie und Wirklichkeit beginnen zu verschwimmen. Am Ende begegnen sich Anne und Benjamin am Münchner Hauptbahnhof wieder – ob sie sich in der Realität wirklich finden werden, bleibt offen.

## Produktionsnotizen
Zeit für Träumer entstand zwischen dem 23. September und dem 15. November 1968 in München und Umgebung. Der Streifen wurde am 10. Oktober 1969 im Berliner Bellevue uraufgeführt.
Hans-Jürgen Tögel war Urchs Regieassistent, Dieter Schönemann übernahm die Produktionsleitung.

## Kritik
Das Lexikon des Internationalen Films fand, dass der Film „menschliche Verhaltensweisen heiter und besinnlich analysiert und durch brillante Technik ein hohes Maß an Unterhaltung erreicht.“